# La Pobla de Montornès
La Pobla de Montornès est une commune de la province de Tarragone, en Catalogne, en Espagne, de la comarque de Tarragonès.